# Ruska nogometna reprezentanca
Ruska nogometna reprezentanca
Trenutna postava (EURO 2008)
Vratarji:
- 1 Igor Akinfejev (Cska Moskva)
- 16 Vjačeslav Malafejev (Zenit St. Peterburg)
- 12 Vladimir Gabulov (Amkar Perm)

Branilci:
- 4 Sergej Ignaševič (Cska Moskva)
- 5 Aleksej Berezucki (Cska Moskva)
- 2 Vasilij Berezucki (Cska Moskva)
- 22 Aleksander Anjukov (Zenit St. Peterburg)
- 8 Denis Kolodin (Dinamo Moskva)
- 3 Renat Janbajev (Lokomotiva Moskva)

Vezisti:
- 15 Dinijar Biljaletdinov (Lokomotiva Moskva)
- 18 Juri Žirkov (Cska Moskva)
- 20 Igor Semšov (Dinamo Moskva)
- 7 Dmitrij Torbinski (Lokomotiva Moskva)
- 23 Vladimir Bistrov (Spartak Moskva)
- 17 Konstantin Zirijanov (Zenit St. Peterburg)
- 14 Roman Širokov (Zenit St. Peterburg)
- 11 Sergej Semak (Rubin Kazan)

Napadalci:
- 10 Andrej Aršavin (Zenit St. Peterburg)
- 13 Pavel Pogrebnjak (Zenit St. Peterburg)
- 19 Roman Pavljučenko (Spartak Moskva)
- 21 Dmitrij Sičev (Lokomotiva Moskva)
- 6 Roman Adamov (Moskva)
- 9 Ivan Saenko (Nürnberg)

Selektor: Guus Hiddink